# 3月28日
3月28日是公历一年中的第87天（闰年第88天），离全年的结束还有278天。

## 大事记

### 19世紀以前
- 193年：罗马禁卫军叛军杀害皇帝佩蒂纳克斯，并拥立狄狄乌斯·尤利安努斯继位。
- 845年：維京人洗劫巴黎。
- 1272年：元朝改中都为大都。
- 1795年：在公爵彼得·馮·比隆退位後，俄羅斯吞併波蘭立陶宛領地庫爾蘭和瑟米加利亞。

### 19世紀
- 1802年：德国天文学家海因里希·欧伯斯发现智神星，为第二颗被人类发现的小行星。
- 1842年：維也納愛樂樂團舉行首次公開演出，由奧托·尼古拉指揮。
- 1854年：英国与法国对俄国宣战，克里米亚战争爆发。
- 1871年：巴黎公社正式建立。
- 1894年：金玉均在上海被朝鮮政府派遣的刺客暗殺。
- 1898年：美國最高法院就美國訴黃金德案做出判決，認定所有在美國境內出生者，皆為美國公民。

### 20世紀
- 1910年：法国工程师亨利·法布尔在南部马蒂格附近的贝尔泻湖首次完成水上飞机飞行测试。
- 1931年：中华民国國軍向紅軍发起“第二次围剿”。
- 1935年：由萊尼·里芬斯塔爾執導的納粹宣傳片《意志的勝利》在柏林首映。
- 1938年：中华民国维新政府在南京成立。
- 1939年：在西班牙内战中，法兰西斯科·佛朗哥领导的国民军攻陷第二共和国首都马德里。
- 1942年：美國軍隊佔領西薩摩亞。
- 1942年：第二次世界大戰：位於德軍占領下的法國聖納澤爾港被英國海軍部隊破壞而癱瘓。
- 1946年：美國國務院發布《艾奇遜-李林塔爾報告》，這是一份關於核武國際控制的提案。
- 1959年：中华人民共和国国务院总理周恩来签署国务院令，解散西藏地方政府（噶厦），由西藏自治区筹委会行使西藏地方政府職權，號召西藏各族人民一邊平息叛亂，一邊實行民主改革。
- 1964年：美國總統詹森宣佈將剛發生大地震的阿拉斯加州為災區。
- 1967年：托里谷號油輪原油外洩事故（英语：Torrey Canyon oil spill）。
- 1970年：土耳其西部於當地時間約23:05發生矩震級7.2級的地震（英语：1970 Gediz earthquake），造成1,086人死亡，1,260受傷。
- 1979年：美国宾夕凡尼亚州三哩岛核电厂发生炉心熔毁事故，并导致放射性污染。
- 1981年：澳門大學前身——東亞大學成立，為澳門歷史上第一所現代大學。
- 1993年：爱德华·巴拉迪尔當選法国总理。
- 1995年：《聯合國氣候變化綱要公約》第1屆締約方會議召開。
- 1996年：臺北捷運木柵線正式通車營運，為臺灣第一條捷運路線。
- 1997年：臺北捷運淡水線之淡水站到中山站段，以及新北投支線啟用。
- 1999年：科索沃戰爭：塞爾維亞警察和特種部隊在伊茲比卡殺害約93名科索沃阿爾巴尼亞族人。

### 21世紀
- 2001年：日本乐坛两大著名女歌手滨崎步的精选辑《A BEST》和宇多田光新专辑《Distance》分别于同日发售，从而引发唱片界一场影响深远的市场大战，史称328大战或光步大战。
- 2001年：中国第五次全国人口普查结果公布，总人口为12.9533亿。
- 2009年：全球逾4000个城市参与了世界自然基金会发起的「地球一小時」關燈一小時行動[1]。
- 2012年：臺灣臺北市士林區文林苑都更案，王家被強制拆除。
- 2016年：澳洲电视节目四角方圆播放了一集名为「恐惧国度：马来西亚的金钱与命案」（State of Fear: Murder and Money in Malaysia）[2]，播出了有关时任马来西亚首相纳吉·阿都拉萨银行账户有大量金钱流入的新指控。
- 2016年：內湖隨機殺人事件：臺灣臺北市一名4歲劉姓女童於在內湖环山路街道遭一名33歲的男子用刀攻擊，頭顱與身體分離當場死亡。[3]
- 2022年：中国上海市浦东、浦南区域因2019冠状病毒病疫情开始大面积封城，几天后扩大到全市并最终持续两个月之久。
- 2025年：緬甸實皆省等地區發生MW 7.7地震，造成5,360人死亡、4,840人受傷。

## 出生
- 1515年：亞維拉的德蘭，西班牙天主教神秘主義者、加爾默羅會修女、反宗教改革作家（1582年逝世）
- 1613年：孝莊文皇后，清太宗皇太極之妃（1688年逝世）
- 1660年：喬治一世，漢諾瓦選帝侯、英國國王（1727年逝世）
- 1800年：約翰·格奧爾格·瓦格勒，德國動物學家（1832年逝世）
- 1819年：約瑟夫·巴澤爾傑特，英國土木工程師（1891年逝世）
- 1837年：威廉·屈內，德國生理學家（1900年逝世）
- 1857年：約翰·霍夫曼，德國神經學家（1919年逝世）
- 1862年：阿里斯蒂德·白里安，法國政治家，前任法國總理，1926年諾貝爾和平獎得主（1932年逝世）
- 1868年：马克西姆·高尔基，苏联作家（1936年逝世）
- 1881年：施今墨，中医学家（1969年逝世）
- 1890年：保羅·塞繆爾·懷特曼，美國作曲家、小提琴家、指揮家（1967年逝世）
- 1894年：恩斯特·林德曼，德國海軍上校（1941年逝世）
- 1896年：鷲巢敦哉，日本警察官僚（1942年逝世）
- 1903年：梁銶琚，香港銀行家、慈善家（1994年逝世）
- 1910年：英格丽德，丹麥王后、瑞典公主（2000年逝世）
- 1926年：卡耶塔娜·菲茨-詹姆斯·斯圖亞特，西班牙貴族，第18代阿爾瓦公爵（2014年逝世）
- 1928年：亚历山大·格罗滕迪克，法國數學家（2014年逝世）
- 1928年：茲比格涅夫·布里辛斯基，波蘭裔美國國際關係學者、地緣政治學家、外交活動家（2017年逝世）
- 1933年：李學勤，中國歷史學家、考古學家（2019年逝世）
- 1935年：約瑟夫·施密特，波蘭男子田徑運動員（2024年逝世）
- 1936年：马里奥·巴尔加斯·略萨，秘魯作家、詩人，2010年諾貝爾文學獎得主（2025年逝世）
- 1936年：阿曼西奥·奥尔特加，西班牙企業家，Zara創辦人
- 1940年：羅素·班克斯，美國小說家、詩人（2023年逝世）
- 1942年：康拉德·舒曼，德國士兵，歷史上最著名的東德逃亡者之一（1998年逝世）
- 1942年：北之富士勝昭，日本相撲力士，第52代橫綱（2024年逝世）
- 1942年：丹尼爾·丹尼特，美國哲學家、作家、認知科學家
- 1943年：王羽，台灣演員、導演、編劇（2022年逝世）
- 1944年：瑞克·貝瑞，美國前職業籃球運動員
- 1945年：，菲律賓政治人物、律師，第16任菲律賓總統
- 1946年：亨利·鮑爾森，美國政治人物，前任美國財政部部長
- 1949年：萊斯利·瓦利安特，美國計算機科學家（2014年逝世）
- 1951年：胡大衛，臺灣男性配音員
- 1954年：朱時茂，中國男演員
- 1957年：哈維·格蘭斯，美國男子田徑運動員（2023年逝世）
- 1960年：若澤·馬里亞·內維斯，維德角政治人物，現任維德角總統
- 1963年：本多知惠子，日本女性聲優（2013年逝世）
- 1964年：米給爾·阿庫別瑞，墨西哥理論物理學家
- 1966年：方國珊，香港政界人物、前演員及歌手
- 1968年：張純如，華裔美國作家，以英文出版《南京暴行：被遗忘的大屠杀》而成名（2004年逝世）
- 1968年：大河內一樓，日本動畫腳本家
- 1969年：伊爾克·維盧達，德國女子田徑運動員（2024年逝世）
- 1969年：松澤夏樹，日本漫畫家
- 1969年：傑克·阿德爾斯坦，美國記者、犯罪作家、博客
- 1971年：島津亞矢，日本演歌歌手
- 1971年]：賽伊達·沃爾希，英国女男爵和政治家
- 1972年：古谷實，日本漫畫家
- 1972年：尼克·佛洛斯特，英國男演員
- 1973年：伊藤香奈子，日本女歌手
- 1974年：岸尾大輔，日本男性聲優
- 1974年：巴蒂亞·賓特·哈桑，約旦公主
- 1975年：保村真，日本男性聲優
- 1975年：阿克夏·卡納，印度演員
- 1975年：阿什莉·穆迪，美國政治人物、律師
- 1978年：李紅，中國中央電視台主持人
- 1979年：卓韻芝，香港女藝人
- 1979年：蔡琳，韓國女演員
- 1980年：曹承佑，韓國男演員
- 1980年：賽西兒·柯貝爾，法國女歌手、豎琴演奏者
- 1981年：茱莉亞·史緹爾，美國女演員
- 1982年：蕭玉芬，台灣女歌手
- 1982年：黃心美，香港女藝人
- 1984年：黃暐婷，台灣演員
- 1985年：黃長發，香港男演員
- 1985年：王若琪，香港女歌手
- 1985年：瓦林卡，瑞士男子職業網球運動員
- 1986年：詹乃蓁，台灣模特兒
- 1986年：金允書，韓國女演員
- 1986年：Lady Gaga，美國女歌手、詞曲創作家
- 1987年：张馨予，中國模特兒，演員
- 1987年：喬納森·凡·奈斯，美国电视名人
- 1988年：張艾亞，台灣藝人
- 1988年：鄭茵聲，台灣知名YouTuber團體這群人成員
- 1989年：朱威旭，台灣歌手
- 1989年：曾昱嘉，台灣歌手
- 1989年：洪雅凜，韓國女演員
- 1990年：Dok2， 韓國饒舌歌手
- 1990年：蘿拉·哈里爾，美國女演員
- 1990年：米查爾·安東尼奧，牙買加職業足球運動員
- 1991年：Hoya，韓國男子偶像團體INFINITE成員
- 1991年：柳惠英，韓國女藝人
- 1991年：飛鳥凛，日本女演員
- 1991年：曾贊學，香港男演員
- 1992年：朴勝羲，韓國女子短道速滑運動員
- 1993年：高橋龍輝，日本男演員
- 1994年：王嘉爾，韓國男子偶像團體GOT7成員
- 1995年：徐文浩，香港男演員
- 1995年：三浦糀，日本漫畫家，代表作《青春之箱》
- 1996年：謝思埸，中國男子跳水運動員
- 1998年：莫凱謙，香港男演員
- 2000年：康納·普林斯，美國男子射擊運動員
- 2002年：林昭婷，新加坡女演員
- 2004年：安娜·謝爾巴科娃，俄羅斯女子花式滑冰運動員
- 2006年：韓志薰，韓國男子偶像團體TWS成員
- 2007年：全紅嬋，中國女子跳水運動員
- 生年不詳：SHAA，日本插畫家

## 逝世
- 193年：佩蒂纳克斯，羅馬皇帝（126年出生）
- 1239年：後鳥羽天皇，日本第82代天皇（1180年出生）
- 1584年：伊凡四世，俄羅斯史上第一位沙皇（1530年出生）
- 1794年：尼古拉·德·孔多塞，法國數學家、哲學家（1743年出生）
- 1881年：莫杰斯特·穆索尔斯基，俄羅斯作曲家（1839年出生）
- 1894年：費迪南德·海涅，德國鳥類學家、收藏家（1809年出生）
- 1894年：金玉均，李氏朝鲜政治人物，在上海被朝鮮政府的刺客殺死（1851年出生）
- 1895年：派屈克·格蘭特，英屬印度陸軍軍官（1804年出生）
- 1905年：黄遵宪，清朝诗人、外交家（1848年出生）
- 1923年：米歇爾·約瑟夫·莫努里，法國陸軍將領（1938年出生）
- 1932年：空閑昇，日本陸軍少校（1887年出生）
- 1941年：，英国女作家（1882年出生）
- 1943年：谢尔盖·拉赫玛尼诺夫，俄罗斯作曲家、指揮家、鋼琴演奏家（1873年出生）
- 1953年：吉姆·索普，美國運動員，被認為是現代運動史上最多才多藝的運動員（1888年出生）
- 1960年：岡本要八郎，日本教育家、礦物學家（1876年出生）
- 1969年：德怀特·艾森豪威尔，美国政治人物，第34任美国总统（1890年出生）
- 1985年：馬克·夏卡爾，超现实主义畫家（1887年出生）
- 2004年：皮特·乌斯蒂诺夫，英国电影演员、小说家（1921年出生）
- 2006年：查爾斯·謝彭斯，比利時眼科醫生（1912年出生）
- 2007年：查濟民，香港企業家（1914年出生）
- 2015年：王玨，臺灣男演員（1918年出生）
- 2021年：廖啟智，香港男演員（1953年出生）
- 2022年：安多尼·納吉布，埃及天主教樞機（1955年出生）
- 2023年：孫毓敏，中國京劇表演藝術家（1940年出生）
- 2023年：坂本龍一，日本作曲家、鋼琴家、歌手、唱片製作人、演員（1952年出生）
- 2024年：馬識途，中國作家（1915年出生）
- 2024年：齊邦媛，臺灣作家、教育家、中國文學學者（1924年出生）
- 2024年：黎明詩，香港女歌手（1965年出生）

## 节假日和习俗
- 自由日[4]
- 捷克、 斯洛伐克：教師節
- 中华人民共和国：西藏百万农奴解放纪念日